# Анастас Филипов
Анастас Филипов е български общественик, деец на Македонската патриотична организация.

## Биография
Анастас Филипов е роден през 1889 година в леринското село Арменско, тогава в Османската империя, днес в Гърция. Неговият брат Димитър Филипов е свещеник и революционер от ВМОРО. През 1906 година Анастас Филипов емигрира в САЩ, заселва се в Рочестър, Ню Йорк и работи в железопътна компания, а през 1918 година се премесва в Детройт, Мичигън, до 1925 година поддържа своя бакалница, а след това работи в градското трамвайно депо. Анастас Филипов е сред учредителите на българската църковна община в Детройт, построила църквата „Св. Климент Охридски“ и е съосновател на МПО „Татковина“, Детройт. Съпругата му Мария и дъщерите му Маса и Дороти са членки на женската организация на МПО „Татковина“.